# Nauvay
Nauvay – miejscowość i gmina we Francji, w regionie Kraj Loary, w departamencie Sarthe.
Według danych na rok 1990 gminę zamieszkiwało 15 osób, a gęstość zaludnienia wynosiła 6 osób/km² (wśród 1504 gmin Kraju Loary, Nauvay plasuje się na 1132. miejscu pod względem liczby ludności, natomiast pod względem powierzchni na miejscu 1213.).